# 보리스 포민
보리스 이바노비치 포민(러시아어: Бори́с Ива́нович Фоми́н, ru; 1900년 4월 12일 – 1948년 10월 25일)은 러시아와 소련의 음악가이자 작곡가로 러시아 로망스를 전문으로 했다.
포민의 여러 노래는 1920년대에 인기를 얻었는데, 그 중에서도 "Dorogoi dlinnoyu"("Дорогой длинною", "긴 길을 따라")가 가장 유명하다. 이 노래는 1968년 메리 홉킨이 세계적으로 히트시킨 영어 버전 "그때 그 시절"로 흔히 알려져 있으며, 1962년에 이 곡의 영어 가사를 쓰고 노래를 자신의 것이라고 주장한 유진 래스킨에게 공로가 돌려졌다. 이 곡은 1924년 보리스 포민이 작곡했으며, 타마라 체레텔리(1925년)와 알렉산드르 베르틴스키(1926년)가 처음으로 연주하고 녹음했고, 해외에서 이 곡을 대중화시킨 것은 후자였다.

## 생애

### Early life
보리스 이바노비치 포민은 상트페테르부르크에서 태어났다. 그의 아버지 이반 야코블레비치(1869–1935)는 국가 군사 통제 사무실에서 근무하는 고위 군 장교였으며, 미하일 로모노소프를 먼 친척으로 두었다. 그의 어머니 예브게니아 이오안노프나 페카르(1872–1954)는 알렉산드르 2세의 여관의 딸로 오스트리아 혈통이었다. 그녀는 이탈리아인 남자와 결혼했지만 곧 이혼했으며, 그의 손자가 네 살 때 아코디언을 잘 연주했지만 악기를 들고 연주하는 데 어려움을 겪었음에도 불구하고 그의 음악적 재능이 유전된 것으로 여겨졌다. 보리스에게는 세 명의 누이, 발렌티나(1살 위), 리디아, 올가(각각 8살, 12살 아래)가 있었다.

### Education
아버지의 뜻에 따라 보리스는 실업학교에 입학했지만 음악에 대한 그의 열정을 무시할 수 없었다. 12세에 그는 콘서바토리 교수 안나 예시포바의 피아노 반에 들어갔는데, 그녀의 제자 명단에는 세르게이 프로코피예프가 포함되어 있었다. 1914년 예시포바가 사망한 후, 포민은 그녀의 동료인 벤디츠키와 사하로프에게 개인지도를 받아 상트페테르부르크 필하모닉에 입단했다. 1년 후 그는 상트페테르부르크 음악원에 입학했다. 그의 교육은 1917년 러시아 혁명으로 중단되었고 이후 그는 교육을 마치려고 시도하지 않았다. 회고록에서 전기 작가들은 음악원 졸업장이 그의 후반기 삶을 훨씬 쉽게 만들었을 것이라고 주장했다.
1918년 3월, 블라디미르 레닌의 개인 초청으로 새 볼셰비키 정부의 군사 기구에 합류하기 위해 이반 포민은 모스크바로 왔고 곧 가족을 치스티예 프루디 근처의 5개 방 아파트로 옮겼다. 1919년 초 보리스 포민은 붉은 군대에 자원 입대했다. 실업학교 졸업생으로서 그는 전선 철도 수리 및 복원 작업에 파견되었지만, 종종 마차 플랫폼에서 1인 쇼를 공연하며 연주가로서도 즐거운 시간을 보냈다.

### Early musical career
1921년 포민은 모스크바로 돌아와 콘스탄틴 포드레프스키와 알렉세이 파이코가 작사한 오페레타 "피르포인트 블랙의 경력"의 음악을 썼다. 이 쇼는 1922년 모스크바와 페트로그라드에서 성공적으로 상연되었지만, 장르 자체를 매우 의심하는 볼셰비키 언론으로부터는 냉담한 반응을 얻었다. 한 신문 '평론가'는 진지하게 "음악은 칼만이나 레하르의 음악보다 약간 나은 정도"라고 썼다.
포민이 쓴 세 편의 발레(바딤 셰르셰네비치가 대본가로 참여한 맥스와 모리츠 포함)는 그가 갈망하던 인정을 거의 가져다주지 못했다. 그때 그는 러시아 로망스에 손을 댔고 그 속에서 자신의 진정한 소명을 찾았다.
시인이자 작사가인 콘스탄틴 포드레프스키와의 우정은 이에 결정적인 역할을 했다. 그들은 1923년 둘 다 소련 음악 및 드라마 작가 연합의 회원이 되었을 때 만났다. 그들은 함께 약 30곡의 노래를 썼는데, 그 중 하나가 1924년 말에 쓰인 "도로그이 들린노유"였다. 이 곡의 첫 번째 연주자는 타마라 체레텔리로, 1925년에 이 노래를 녹음했다. 1년 후 알렉산드르 베르틴스키는 파리에서 이 곡을 녹음했다. 그는 이 노래를 그의 표준 레퍼토리에 포함시켰고, 가사에 다양한 변화를 주면서도 그의 경력 내내 계속해서 연주했다.
포민이 1920년대 중반에 쓴 다른 성공적인 곡으로는 "에이, 드루그-기타라"(안녕, 나의 친구 기타), "트보이 글라자 젤료니예"(너의 초록 눈), 그리고 "톨코 라즈"(단 한 번) 등이 있는데, 후자는 당시 그의 장모였던 전 집시 밴드 가수 마리아 마살스카야에게 헌정되었다.
포민은 유명인사가 되었고 다음 3년 동안 모스크바 예술계의 필수적인 부분으로 즐거운 시간을 보냈다.

### Denounced as 'counter-revolutionary'
이 모든 것은 1929년 6월, 레닌그라드에서 열린 전소련 음악가 회의에서 러시아 로망스가 '반혁명적' 장르로 선언되면서 갑자기 끝났다. 나중에 밝혀진 바에 따르면 '옛 시절'에 대한 향수를 담은 "도로그이 들린노유"는 1927년에 이미 금지되었다.
1937년 포민은 그의 노래에 부과된 금지령을 러시아 지방에서 위반한 결과로 체포된 것으로 보인다. 그는 부티르카 감옥에서 1년을 보낸 후 풀려났다. 소문에 따르면 스탈린은 이자벨라 유리예바가 부른 그의 노래 "사샤"(파벨 게르만 작사)를 감탄했다고 한다. 그러나 그의 전기 작가들은 그것이 소련 지도자가 개인적으로 개입할 만한 충분한 이유가 될 수 있었을지는 의심한다. 그들은 석방이 포민의 건강 악화와 최소한 그의 고발자 및 수사관 중 일부가 체포되어 기소되었다는 '기술적' 이유의 복합적인 결과라고 본다. 이러한 상황은 대숙청이 절정에 달했을 때 드물지 않았다.

### Later musical career
1930년대 후반에 쓴 그의 노래 중 두 곡은 나중에 유명해졌다. "이주므루드"(에메랄드)와 "네 고보리 므네 에티흐 슬로프 네브레즈니흐"(이런 지저분한 말을 하지 마)이다. 다른 많은 곡들은 사라졌다. 그럼에도 불구하고 1939년부터 1940년까지 포민의 노래들은 다시 음반으로 나오기 시작했고, 이자벨라 유리예바("사샤", "말과 소원", "모든 것이 앞에 있어", "집시여, 노래하라!", "미소", "단 한 번"), 타마라 체레텔리("널 사랑할 수 없어", "제발 슬퍼하지 마", "만남"), 클라우디야 슐젠코("들창코", "간단한 말", "아들들") 등이 불렀다.
대조국전쟁이 발발하자 포민은 모스크바에 머물렀다. 내무부의 지원을 받아 그는 야스트레복(어린 매) 극장을 조직했는데, 이 극장은 거의 1년 동안 소련 수도에서 유일하게 기능하는 극장으로 남아 있었고, 전선의 붉은 군대 병사들을 위해 정기적으로 공연했다. 시급성과 다시 수요가 있다는 느낌은 그에게 병과 싸울 에너지를 주었다. 그는 150곡 이상의 전쟁 관련 노래를 썼고, 그 중 적어도 세 곡은 1945년 클라우디야 슐젠코에 의해 녹음 및 발표되었다.
전쟁이 끝나고 관리들이 모스크바로 돌아오자 포민은 다시 '잊혀진' 작가가 되었다. 그의 이름은 즈다노프의 영향을 받은 1946년 '반속물주의' 캠페인인 즈다노프 독트린 당시 잠시 '기억'되었고, 포민은 미하일 조셴코와 안나 아흐마토바가 이끈 '이데올로기적 이방인' 목록에 이름을 올렸다.

### Death
포민은 자신이 아픈 사람이라고 전혀 생각하지 않았음에도 불구하고 수년간 결핵으로 고통받았다. 그의 아내 갈리나 알렉산드로브나에 따르면, 그를 둘러싼 사람들에게 그는 '낙천주의의 샘'처럼 보였다고 한다.
"그는 결코 가정적인 사람이 아니었다. 언제나 사교적이고, 언제나 일했으며... 밤에는 노래를 썼다. 낮에는 그럴 시간이 없었으니까. 나는 항상 그의 지칠 줄 모르는 태도에 감탄했다. 매우 아픈 사람이었지만 결코 절망하지 않았고, 항상 더 나은 미래를 믿었다... [확신했다] 반로망스 캠페인은 일종의 '일시적인 맹목'이었고, 언젠가는 사람들이 그의 노래를 다시 부를 때가 올 것이라고. 그 믿음이 그에게 힘을 준 것 같다."
1948년 포민의 건강은 악화되었고 그는 비소키예 고리 클리닉으로 갔다. 친구들은 그에게 페니실린을 구해 주었는데, 당시 소련에서는 노멘클라투라 회원에게만 구할 수 있는 희귀한 것이었다. 치료는 그의 생명을 더 일찍 구할 수도 있었겠지만, 그때는 너무 늦었다. 보리스 이바노비치 포민은 1948년 10월 25일에 사망했다. 그는 베덴스코예 묘지에 안장되었다.

## Legacy
400곡 이상의 노래, 3편의 발레, 3편의 오페레타를 쓴 보리스 포민은 1920년대에 러시아 로망스의 대가로 명성을 얻었다. 1929년 장르 전체가 '반혁명적'으로 선언된 후 포민은 잊혀졌고, 그의 모든 유명 히트곡은 금지되었다. 스탈린 사후 소련에서는 일부 곡들이 부활했지만(특히 나니 브레그바제가 1967년 "도로그이 들린노유"를 연주하고 녹음), 작가가 언급되지 않은 채 항상 '민요'로 취급되었다. 1990년대 후반부터 2000년대 초반에는 올레크 포구딘과 니나 샤츠카야 같은 인기 있는 예술가들이 포민의 노래를 연주하기 시작했다. 포민의 첫 종합 전기인 엘레나와 발레리 우콜로프스의 "행복한 불행한 사람"(Счастливый неудачник)은 2000년에 출간되었다. 작곡가의 노래 유산은 부활을 맞았고, 러시아 대중은 자신들이 '전통' 또는 '민요'라고 믿었던 가장 사랑받는 로망스 중 일부가 수십 년 동안 소련 언론에서 이름조차 언급되지 않았던 작곡가 보리스 포민의 작품이라는 사실을 깨닫고 충격을 받았다.